# Gradátila
Gradátila (en asturiano y oficialmente: Grátila)es una localidad asturiana del concejo de Nava, perteneciente a la parroquia homónima.

## Etimología
Muy probablemente este topónimo provenga de *Gradus de Attila, siendo Attila un antropónimo y gradus, una palabra latina que significa "paso, escalón".